# Maria Tchékhov
Maria Tchékhova (Taganrog, 31 de Agosto de 1863 - Ialta, 15 de Janeiro 1957), irmã de Anton Tchékhov, estudou pintura. Fundou o Museu Tchékhov em Ialta. Foi a editora das cartas do irmão. Recebeu a Ordem da Bandeira Vermelha do Trabalho.